# ‘Ambaro
‘Ambaro ist ein 1306 m hoher Berg in Dschibuti. Er liegt in der Region Tadjoura im Zentrum von Dschibuti.

## Geographie
Der Berg erhebt sich nördlich des Ortes Tadjoura und südwestlich von Adailou im zentralen Teil von Dschibouti. Er erreicht eine Höhe von 1306 m. Weiter östlich erhebt sich der Gipfel des Kousra, nordwestlich der Milaglé (1033 m).

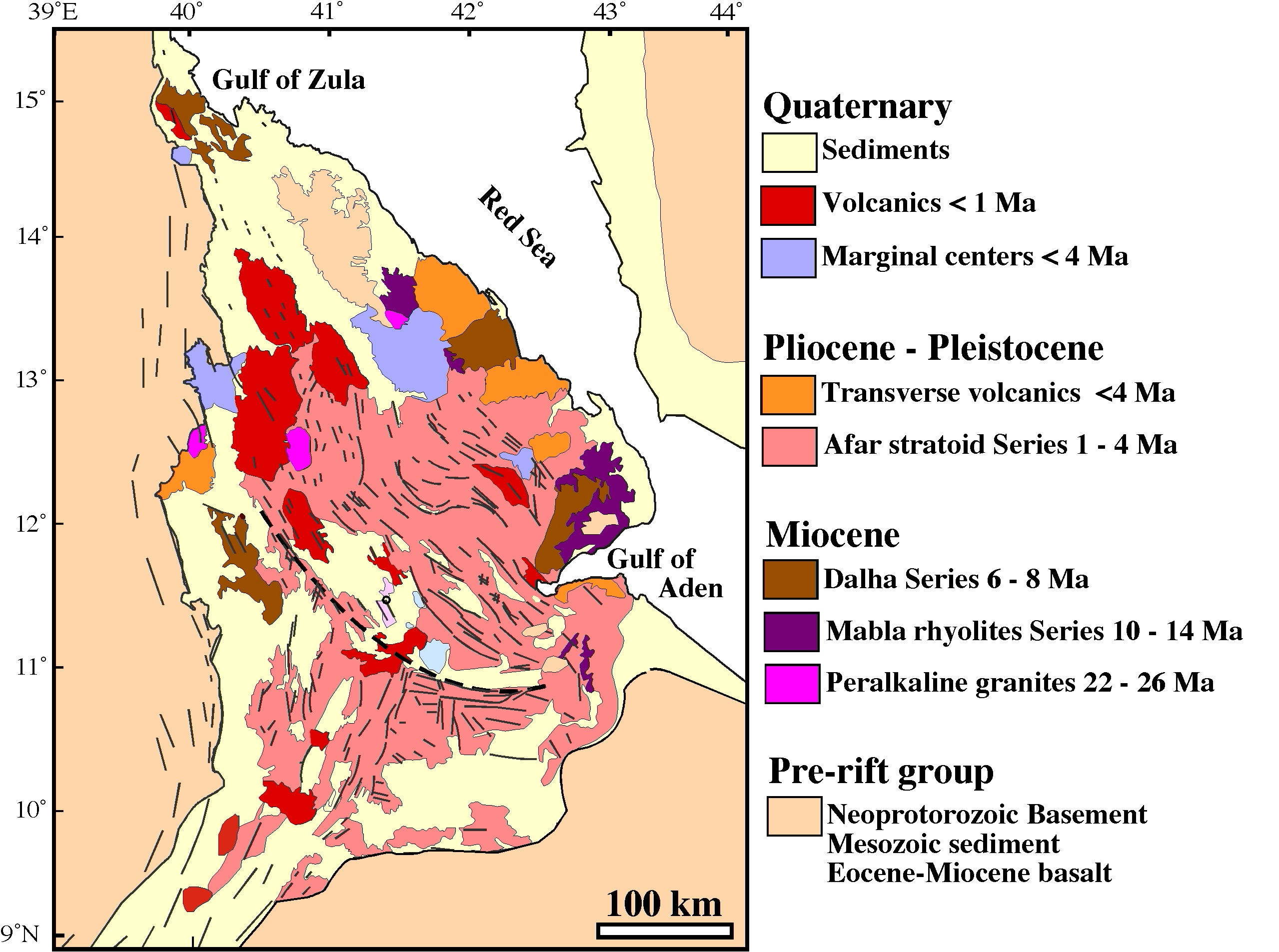
Geologie des Afar-Dreiecks.